# Подтурн при Долењских Топлицах
Подтурн при Долењских Топлицах (словен. Podturn pri Dolenjskih Toplicah) је насељено место у општини Долењске Топлице, регија Југоисточна Словенија, Словенија.

## Историја
До територијалне реорганизације у Словенији био је у саставу старе општине Ново Место.

## Становништво
У попису становништва из 2011. године, Подтурн при Долењских Топлицах је имао 325 становника.
| Број становника према пописима | Број становника према пописима | Број становника према пописима |
| ------------------------------ | ------------------------------ | ------------------------------ |
| 1991                           | 2002                           | 2011                           |
| 355                            | 345                            | 325                            |

Напомена: До 1953. исказивано под именом Подтурн. Године 1987. умањено за део насеља који је припојен насељу Села при Долењских Топлицах.

## Галерија
- река Радошица
- остаци старог града "Рожек"